# Arnaldo Baptista
Arnaldo Dias Baptista (6 de juliol de 1948, São Paulo) és un músic i compositor brasiler de música rock.

## Biografia
Fill d'un cantant líric i una pianista (Clarisse Leite), Arnaldo va estudiar piano clàssic de 1955 a 1959, baix de 1962 a 1963, guitarra acústica de 1963 a 1965. L'any 1966 va formar la banda Six Sided Rockers (després O'Seis) amb el seu germà Sérgio Dias, Rita Lee i tres membres més, on tocava el baix elèctric i els teclats i cantava.
Ells tres van formar l'any 1968 Os Mutantes, grup de Rock que va participar en el moviment tropicalista i va tenir una important influència en la música brasilera posterior. Del 1971 al 1972 va estar casat amb Rita Lee. El 1973 Arnaldo va deixar el grup (Rita Lee ho havia fet l'any anterior) per desacords amb els membres restants i pels problemes amb la droga.
El 1974 va intentar fer de productor musical, sense èxit. Aleshores va iniciar la seva carrera en solitari i va publicar, el mateix any, l'àlbum Lóki?, considerat el seu millor treball. Entre 1977 i 1978 va gravar dos àlbums amb la banda Patrulha do Espaço, que no foren editats fins deu anys més tard, i encara parcialment. Progressivament aïllat, amb problemes de relació i agressivitat derivats del consum de LSD, va publicar entre 1981 i 1987 dos discs en solitari, amb un rock cada volta més introspectiu, experimental i underground, el darrer dels quals gravat a casa seva. L'any 1981, durant un internament hospitalari degut a l'addicció a les drogues, va caure des d'una finestra de la tercera planta i va estar més de quatre mesos en coma.
A partir de mitjans dels 90, amb el suport de la seva tercera dona, Lucinha Barbosa, i instal·lat a Juiz de Fora (Minas Gerais), comença a redreçar la seva carrera, que compagina amb la pintura. S'editen els treballs amb Patrulha do Espaço, fa concerts. Kurt Cobain reconeix públicament haver estat influït per ell i Os Mutantes. El 2000 actua amb Sean Lennon. El 2004 publica el seu quart àlbum en solitari, Let it Bed.
L'any 2006, Os Mutantes es reconstitueix, tot i que sense Rita Lee. Arnaldo torna a deixar la banda el 2007.
L'any 2008 s'estrena el documental de Canal Brasil Loki - Arnaldo Baptista, on ell mateix tracta sense embuts la seva trajectòria artística i personal, des de la infantesa fins al retorn de Os Mutantes, amb testimonis d'altres músics entre els quals Gilberto Gil, Tom Zé, Kurt Cobain o Sean Lennon.
Malgrat ser una de les ànimes del moviment tropicalista, no va poder superar els estralls de la repressió dels anys 70 i de les drogues. Revalorat avui en dia, igual que Os Mutantes, ha esdevingut un músic de culte, tot i que manté una vida relativament retirada.

## Discografia

### AmbOs Mutantes
- Os Mutantes (1968)
- 1968: Tropicália: ou Panis et Circenses (1968, àlbum col·lectiu amb Gilberto Gil, Caetano Veloso, Tom Zé, Nara Leão i Gal Costa)
- Mutantes (1969)
- A Divina Ambédia ou Ando Meio Desligado (1970)
- Jardim Elétrico (1971)
- Mutantes e Seus Ambetas no País do Baurets (1972)
- O A e o Z (1992, gravat el 1973)
- Tecnicolor (2000, gravat el 1970)
- Mutantes Ao Vivo - Barbican Theatre, Londres 2006 (2006)

### En solitari i ambPatrulha do Espaço
- Lóki? (1974)
- Singin' Alone (1982)
- Disco Voador (1987)
- "Faremos Uma Noitada Excelente..." (1987, gravat el 1978 amb a Patrulha do Espaço)
- Elo Perdido (1988, gravat el 1977 amb a Patrulha do Espaço)
- Let It Bed (2004)

### Àlbums d'homenatge
- 1989: Sanguinho Novo
- 1995: Onde é Que Está O Meu Rock and Roll?